# I Was Dead for 7 Weeks in the City of Angels
Albums de Dover
Late at Night The Flame
I was Dead for 7 Weeks in the City of Angels est le quatrième album du groupe de rock espagnol Dover. Il est sorti en 2001.

## Titres
| No  | Titre                        | Durée |
| --- | ---------------------------- | ----- |
| 1.  | My secret people             |       |
| 2.  | Better day                   |       |
| 3.  | The weak hour of the rooster |       |
| 4.  | Lady barbuda                 |       |
| 5.  | King George                  |       |
| 6.  | Big mistake                  |       |
| 7.  | Recluser                     |       |
| 8.  | Astroman                     |       |
| 9.  | Surrender                    |       |
| 10. | I hate everybody             |       |
| 11. | As I said                    |       |
| 12. | Death rocker                 |       |
| 13. | The last word                |       |
| 14. | Love is a bitch              |       |
| 15. | Cold                         |       |

## Musiciens
- Cristina Llanos, voix et guitare
- Álvaro Diez, basse
- Amparo Llanos, guitare
- Jesús Antúnez, batterie

## Singles
| No | Titre                                  | Durée |
| -- | -------------------------------------- | ----- |
| 1. | King George                            |       |
| 2. | Better Day                             |       |
| 3. | The Weak hour of the Rooster           |       |
| 4. | Love is a bitch (film : Amores Perros) |       |